# Rio Angheluș
O Rio Angheluş é um rio da Romênia afluente do rio Râul Negru, localizado no distrito de Covasna.